# Трисульфид гафния
Трисульфид гафния — бинарное неорганическое соединение
гафния и серы
с формулой HfS3,
кристаллы.

## Получение
- Нагревание стехиометрических количеств простых веществ:

{\displaystyle {\mathsf {Hf+3S\ {\xrightarrow {300-400^{o}C}}\ HfS_{3}}}}

## Физические свойства
Трисульфид гафния образует кристаллы
моноклинной сингонии, параметры ячейки a = 0,5100 нм, b = 0,3594 нм, c = 0,8992 нм, β = 98,16°, Z = 2
.
Соединение является полупроводником .

## Химические свойства
- Разлагается при нагревании с образованием дисульфида гафния:

{\displaystyle {\mathsf {HfS_{3}\ {\xrightarrow {T}}\ HfS_{2}+S}}}